# Episymploce sarasinorum
Episymploce sarasinorum är en kackerlacksart som först beskrevs av Hanitsch 1933.  Episymploce sarasinorum ingår i släktet Episymploce och familjen småkackerlackor. Inga underarter finns listade i Catalogue of Life.